# إيثان أ. هيتشكوك
إيثان أ. هيتشكوك (بالإنجليزية: Ethan A. Hitchcock)‏ هو دبلوماسي أمريكي، ولد في 19 سبتمبر 1835 في موبيل في الولايات المتحدة، وتوفي في 9 أبريل 1909 في واشنطن العاصمة في الولايات المتحدة.

## وصلات خارجية
- إيثان أ. هيتشكوك على موقع الموسوعة البريطانية (الإنجليزية)
- إيثان أ. هيتشكوك على موقع إن إن دي بي (الإنجليزية)